# Кара Уильямс
Кара Уильямс (англ. Cara Williams, 29 июня 1925, Бруклин, Нью-Йорк — 9 декабря 2021, Беверли-Хиллз, Калифорния) — американская актриса.

## Биография
Кара Уильямс, урождённая Бернис Камиат (англ. Bernice Kamiat), родилась 29 июня 1925 года в Бруклине в Нью-Йорке в семье Бенджамина Камиата и Флоры Шварц. Её отец был иммигрантом из Австрии, а родители её матери переехали в США из Румынии. Актёрскую карьеру она начала в 1941 году и первоначально была известна под псевдонимом Бернис Кэй. В 1959 году за роль в фильме «Не склонившие головы» Кара была номинирована на премию «Оскар» как лучшая актриса второго плана.
На телевидении она известна по роли в ситкоме «Пит и Глэдис» (1960—1962), за которую в 1962 году она была номинирована на премию «Эмми», а в 1964—1965 годах на канале «CBS» у неё было собственно комедийное шоу — «Шоу Кары Уильямс». В 1960-е годы руководители того же канала мечтали сделать из Кары Уильямс вторую Люсиль Болл, но этим планам так и не удалось осуществиться.
В 1952 году актриса вышла замуж за актёра Джона Дрю Берримора (позже отца Дрю Бэрримор), а в 1959 году они развелись. Их сын Джон Близ Берримор тоже стал актёром.
Кара Уильямс умерла 9 декабря 2021 года в Лос-Анджелесе в возрасте 96 лет.

## Избранная фильмография
| Год       |   | Русское название            | Оригинальное название     | Роль             |
| --------- | - | --------------------------- | ------------------------- | ---------------- |
| 1944      | ф | Лора                        | Laura                     | секретарша       |
| 1945      | ф | Паук                        | The Spider                | Ванда Вэнн       |
| 1947      | ф | Бумеранг!                   | Boomerang                 | Айрин Нельсон    |
| 1948      | ф | Ловко устроился             | Sitting Pretty            | секретарша       |
| 1948      | ф | Очарование Сэксона          | The Saxon Charm           | Долли Хамбер     |
| 1949      | ф | Стучись в любую дверь       | Knock on Any Door         | Нелли Уоткинс    |
| 1956—1960 | с | Альфред Хичкок представляет | Alfred Hitchcock Presents | разные персонажи |
| 1958      | ф | Не склонившие головы        | The Defiant Ones          | мать Билли       |
| 1974—1975 | с | Рода                        | Rhoda                     | Мэй              |
| 1977      | ф | Белый бизон                 | The White Buffalo         | Кэсси Оллинджер  |